# زنده (نیدرازکسن)
شهر زنده (به آلمانی: Sehnde) در ایالت نیدرزاکسن در کشور آلمان واقع شده‌است.